# الیزابت لامور
الیزابت لامور (انگلیسی: Élisabeth Lamure؛ زادهٔ ۲۰ نوامبر ۱۹۴۷) سیاستمدار اهل فرانسه عضو اتحاد برای جنبش مردمی است.